# Hermann Schulz (Schriftsteller)

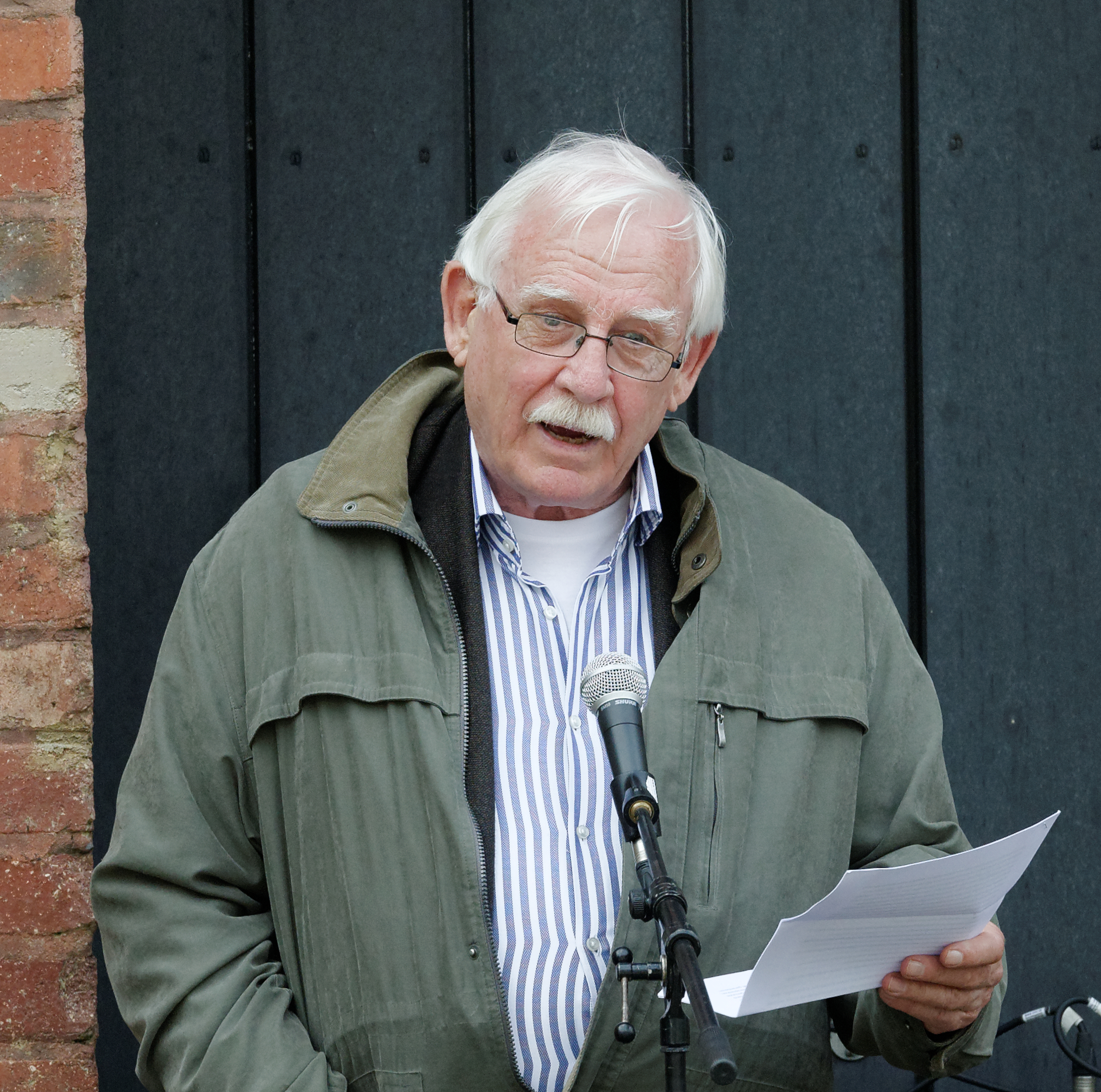
Hermann Schulz auf dem Engelsfest in Wuppertal, 2013

Hermann Schulz (* 21. Juli 1938 in Nkalinzi, Tansania) ist ein deutscher Schriftsteller und ehemaliger Verleger.

## Leben
Hermann Schulz wurde als Sohn eines deutschen Missionars in Ostafrika geboren. Kindheit und Jugend verlebte er im Wendland und am Niederrhein, in Rheinkamp, eine Jugend im Repelen der 1950er Jahre beschreibt er in Sonnennebel. Er ging nach einer Buchhändlerlehre in den Bergbau und arbeitete im Gedinge als Schlepper. Dann verbrachte er einige Monate im Vorderen Orient. Seit 1960 lebt er in Wuppertal. Dort leitete er als Nachfolger des späteren Bundespräsidenten Johannes Rau von 1967 bis 2001 den Peter Hammer Verlag in Wuppertal. Hermann Schulz ist regelmäßiger Mitarbeiter der Zeitschrift AMOS für den Bereich Literatur und Internationale Verständigung; weiterhin ist er in der Christlich-Islamischen Arbeitsgemeinschaft Marl tätig. Er ist Mitglied des PEN-Zentrums Deutschland.

## Werke
- Ein Land wie Pulver und Honig. Ernesto Cardenals Brüder. Verzweifelte und Hoffende, 1978
- Nicaragua. Eine amerikanische Vision, 1983
- Auf dem Strom, 1998
- Iskender, 1999
- Sonnennebel, 2000
- Sein erster Fisch, 2000
- Flucht durch den Winter, 2002
- Wenn dich ein Löwe nach der Uhrzeit fragt , 2003
- Zurück nach Kilimatinde, 2003
- Dem König klaut man nicht das Affenfell (Kinderbuch), 2003
- Schluss mit Lustig, 2004
- Ein Apfel für den lieben Gott, 2004
- Leg nieder dein Herz, 2005
- Wenn dich ein Löwe nach der Uhrzeit fragt, 2006
- Der silberne Jaguar, 2007
- Die schlaue Mama Sambona, 2008
- Mandela & Nelson, Das Länderspiel  (Kinderbuch), 2010
- Warum wir Günter umbringen wollten, 2013
- Mandela & Nelson, Das Rückspiel (Kinderbuch), 2013
- Die Nacht von Dar es Salaam, 2014
- Der Junge schläft schon. Wendlandgeschichten, 2015
- Wegmarken. In »Paternoster – Vom Auf und Ab des Lebens«, 2015
- Die Reise nach Ägypten mit Illustrationen von Tobias Krejtschi, 2016
- Lady Happy und der Zauberer von Ukerewe, 2016
- Therese. Das Mädchen, das mit Krokodilen spielte, 2021[1]

## Auszeichnungen
- Von der Heydt-Kulturpreis 1982
- Hermann-Kesten-Medaille 1998
- Kunst- und Kulturpreis für internationale Verständigung 2001 für Iskender
- 2018 – Ehrendoktorwürde der Fakultät für Geistes- und Kulturwissenschaften der Bergischen Universität Wuppertal[2]